# 馬熔錫機構
馬熔錫機構有限公司，簡稱馬熔錫機構（英語：Malaysia Smelting Corporation Berhad，SGX：NC9），在1900年在馬來西亞建立，並在1902年運作。
主要業務在馬來西亞經營熔锡和采锡。總部位於B-15-11, Block B, 15th Floor Unit 11, Megan Avenue II 12 Jalan Yap Kwan Seng 50450 Kuala Lumpur, Malaysia。而股份在1994年於馬來西亞證券交易所上市，至於2011年1月27日於新加坡交易所主板第二上市。招股價為1.75坡元，發售股份為25,000,000股，集資額為43,750,000坡元。

## 連結
- msmelt.com